# Can Tho
Can Tho (vietnamita: Cần Thơ) é uma cidade com estatuto de província do Vietnã. A cidade é ficada situada 180 quilômetros de sul da Cidade de Ho Chi Minh. Área urbana: 53 quilômetros quadrados, área total: 1.389.59 quilômetros quadrados, com uma população em 2012 de 1,21 milhões. Em 2011 foi inaugurado o aeroporto internacional.
Em 2018, Can Tho foi a 24ª maior unidade administrativa vietnamita em termos de população, a Lista de unidades administrativas vietnamitas sob GRDP ficou em 12º em termos de Produto Regional Bruto (GRDP), 11ª em termos de GRDP médio per capita, classificada em 40º lugar no crescimento de GRDP. Com 1.282.300 pessoas, o GRDP atingiu 103,222 bilhões de VND (equivalente a 4,4832 bilhões de dólares), o GRDP per capita atingiu 80,5 milhões de VND (correspondente a 3.496 USD), a taxa de crescimento do GRDP atingiu 7, 50%
Até 25 de novembro de 2003, Can Tho era uma província (2.998 km²). A partir desta data, a província foi desmembrada com a criação da província de Hau Giang e Can Tho passou a condição de cidade com estatuto de província.